# I oblężenie Louisbourga
Pierwsze oblężenie Louisbourga – oblężenie i bitwa pod twierdzą Louisbourg w Nowej Szkocji. Bitwa była częścią długiego konfliktu o dominację w Ameryce Północnej. Konflikt z 1745 często nazywany jest „Wojną Amatorską”, gdyż cała armia brytyjska składała się z ochotniczej milicji z Nowej Anglii.
Celem Nowoanglików było opanowanie twierdzy Louisbourg, która w tamtym okresie była jedynym portem na Nowej Szkocji oraz przejęcie kontroli nad żeglugą po północno-zachodniej części Oceanu Atlantyckiego. Ważnym powodem wojny była także próba objęcia kontroli nad bogatymi łowiskami nowofundlandzkimi.
Cztery tysiące milicji z Nowej Anglii zostało 11 maja wysadzone na brzeg nieopodal twierdzy. Brytyjczycy od razu rozpoczęli przygotowania do oblężenia. Jako że działa twierdzy kontrolowały wejście do portu, flota musiała pozostać w pewnej odległości, patrolując przybrzeżne wody. Pierwszym celem ataku brytyjskiego była bateria artylerii zwana Baterią Królewską, znajdująca się w bastionie poza twierdzą. Po odniesieniu wysokich strat, Brytyjczycy opanowali tę baterię. Wycofujący się Francuzi nie zdołali zniszczyć dział, ograniczając się do ich zagwożdżenia. Pozostawili też duże zapasu prochu i amunicji. Brytyjczycy z łatwością przywrócili działa do użyteczności i rozpoczęli silny ostrzał twierdzy. Dwie pozostałe baterie francuskie na wyspie i brama Dauphin wytrzymały wielotygodniowe oblężenie, stale zachowując kontrolę nad wejściem do portu. Głównym problemem obleganych było zmęczenie i wyczerpywanie się zapasów. Wysłany z Francji jeszcze w kwietniu olbrzymi okręt Vilagante, z ponad pięćsetosobową załogą, został przechwycony przez Brytyjczyków u wejścia do portu.
6 czerwca Brytyjczycy usiłowali szturmem zdobyć kolejny – położony na wyspie – bastion, lecz po odniesieniu wielkich strat musieli odstąpić. Od tego momentu zaniechali szturmów, nękając Francuzów ciągłym ostrzałem artyleryjskim. Ostatecznie dokonano wyłomów w murach twierdzy, a Francuzi straciwszy nadzieję na odsiecz, czy choćby otrzymanie zapasów, poddali twierdzę 26 czerwca. Brytyjczycy okupowali ją przez dwa lata, po czym została zwrócona Francji na mocy układu pokojowego (Pokój w Akwizgranie (1748)) z roku 1748. Zrzeczenie się Louisburga było bezpośrednią przyczyną budowy portu w Halifaksie przez Brytyjczyków.